# Parastemon urophyllus
Parastemon urophyllus är en tvåhjärtbladig växtart som först beskrevs av A.Dc. och Nathaniel Wallich, och fick sitt nu gällande namn av A.Dc.. Parastemon urophyllus ingår i släktet Parastemon och familjen Chrysobalanaceae. Inga underarter finns listade i Catalogue of Life.